# Tínios
Os Tínios eram uma tribo Trácia que, junto com os Bitínios, migraram para as terras que mais tarde seriam conhecidas como Tínia e Bitínia na Anatólia.

## Denominação
Heródoto generaliza os tínios e os bitínios como trácios, mas os considera como duas divisões; com o tempo, o nome tínio tornou-se esquecido e o nome bitínio prevaleceu até que Plínio definiu que os tínios ocupavam a costa da Bitínia, de Cio até a entrada de Ponto, enquanto os bitinios ocupavam o interior.
Uma secção da tribo dos tínios que vivia perto de Salmidessus, se chamavam Melinofagi ao norte dos tínios, na planície e nas encostas a oeste de Strandzha Planina viviam os Tranipsi que o historiador Teopompo descreveu como sendo os Tíneos cujo nome está associado com os Nipsaei.